# Werbowez (Kossiw)
Werbowez (ukrainisch Вербовець; russisch Вербовец, polnisch Wierzbowiec; rumänisch Verboveț) ist ein Dorf in der ukrainischen Oblast Iwano-Frankiwsk mit etwa 3400 Einwohnern (2001).

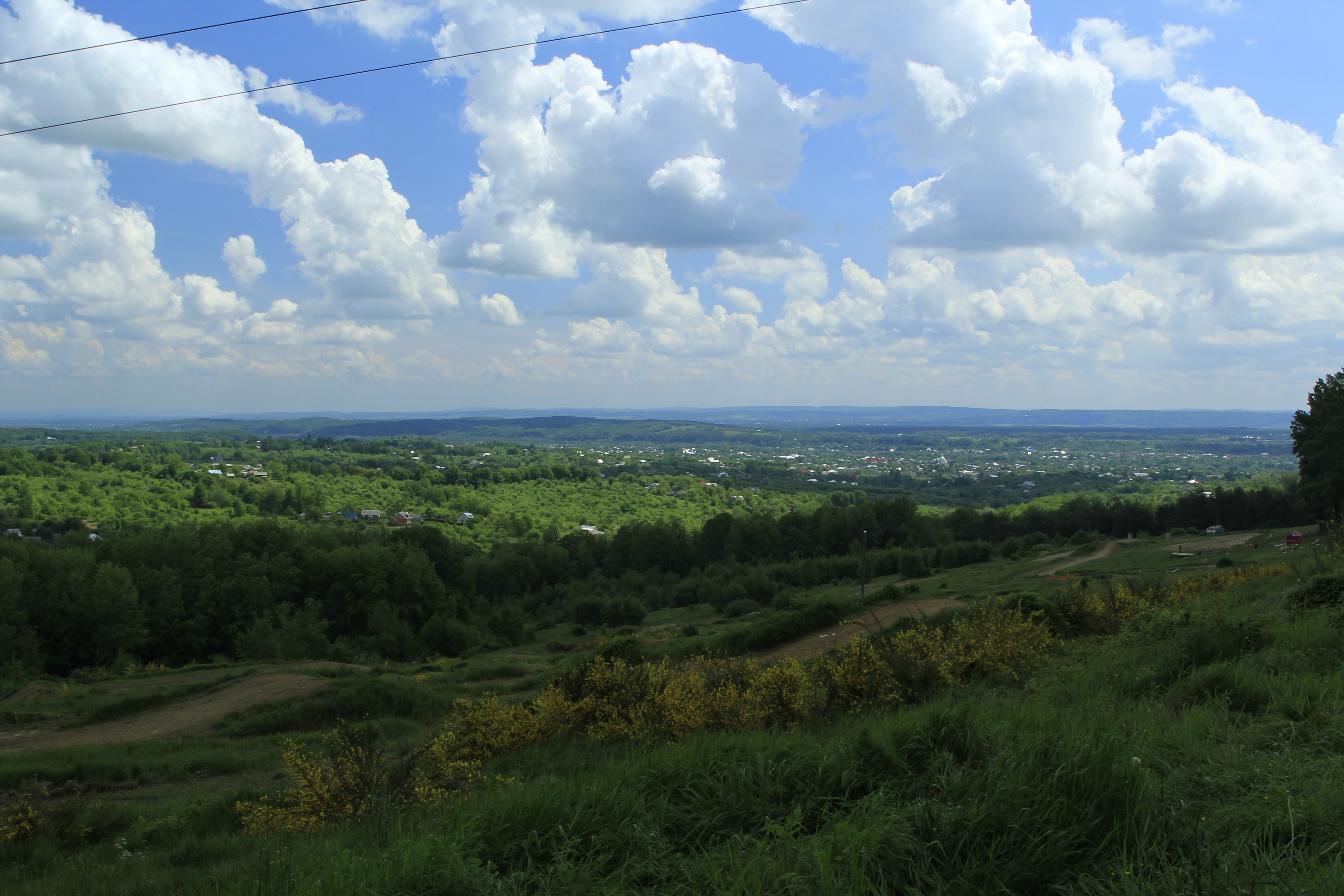
Blick auf das Dorf

Das um 1650 erstmals schriftlich erwähnte Dorf liegt im Osten der historischen Landschaft Galizien am Ufer der Rybnyzja (Рибниця), einem 56 km langen Nebenfluss des Pruth 7 km nordöstlich vom Rajonzentrum Kossiw und 95 km südlich vom Oblastzentrum Iwano-Frankiwsk. Südlich der Ortschaft verläuft die Territorialstraße T–09–09.
Am 12. Juni 2020 wurde das Dorf ein Teil der neu gegründeten Stadtgemeinde Kossiw im Rajon Kossiw, bis dahin bildete es zusammen mit dem Dorf Staryj Kossiw (Старий Косів) die Landratsgemeinde Werbowez (Вербовецька сільська рада/Werbowezka silska rada) im Osten des Rajons.